# Lago di Piano
Il lago di Piano (o lago del Piano o lago di Romazza) è un piccolo lago situato in val Menaggio. Ha una superficie di 0,72 km2 ed una profondità massima di 13 metri ed occupa la vallata alle spalle della cittadina di Porlezza (CO). Durante la stagione invernale si copre di ghiaccio.

## Geografia fisica

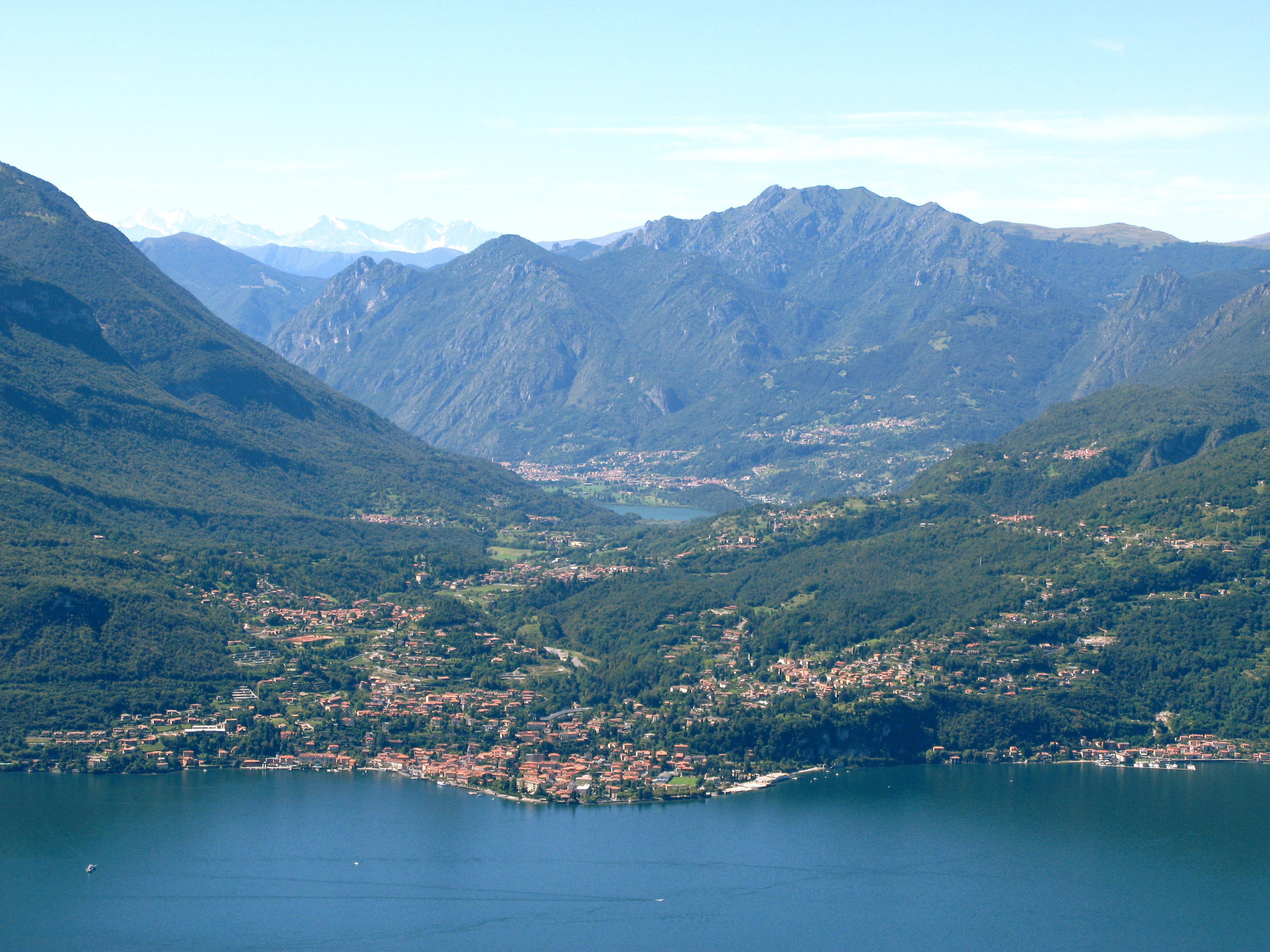
Vista su Menaggio, la val Menaggio e il lago del Piano (in fondo).

### Morfologia
Il lago di Piano è un tipico lago di fondovalle glaciale. 

### Geologia
Le origini risalgono alle ultime glaciazioni del Quaternario, quando all'altezza dell'odierna Menaggio un ramo del ghiacciaio cosiddetto Abduano che scendeva dalla Valtellina e dalla Valchiavenna si diresse verso ovest lungo la faglia che in geologia viene chiamata linea di Menaggio. 

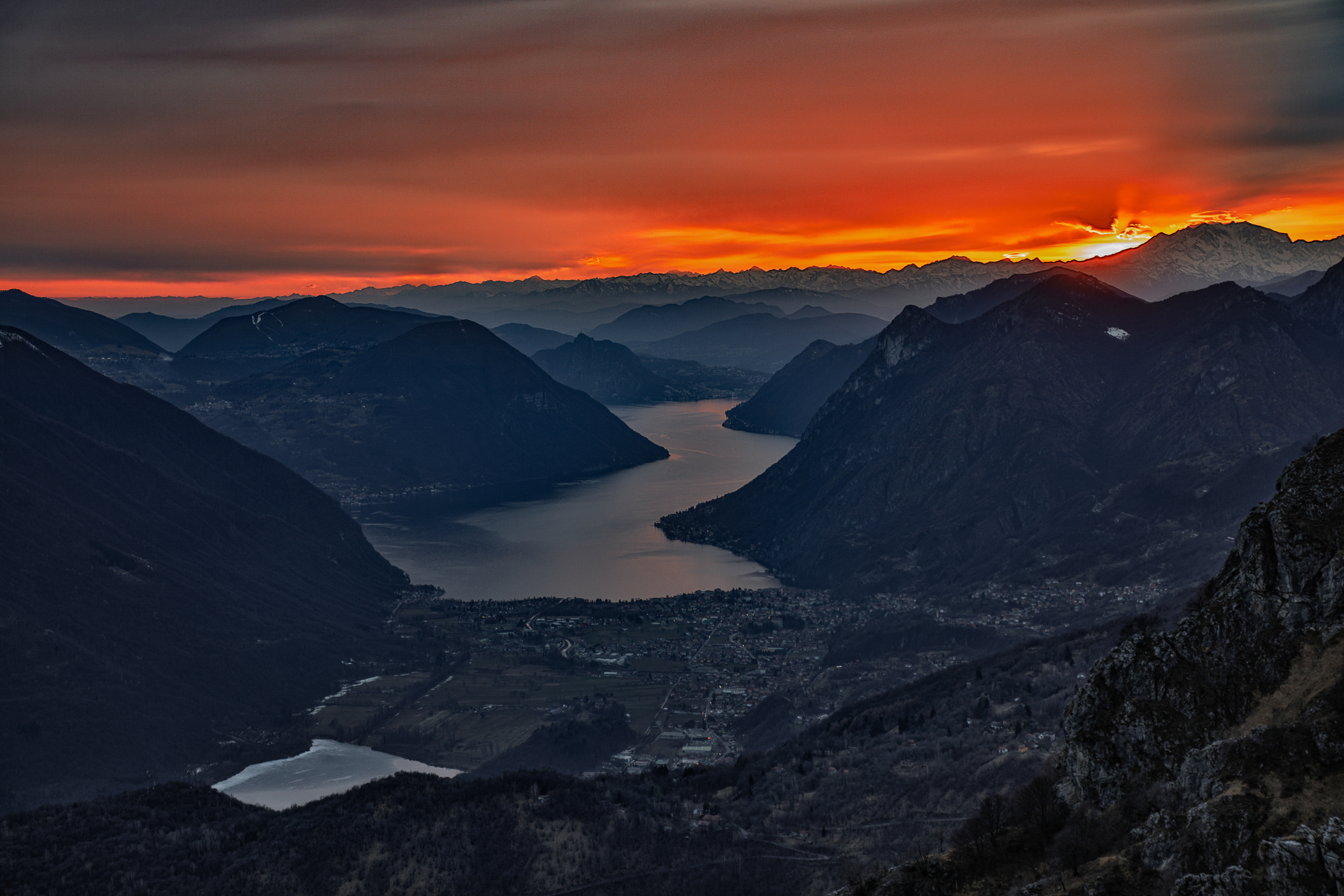
Il lago di Piano e, sullo sfondo, Porlezza e il Ceresio

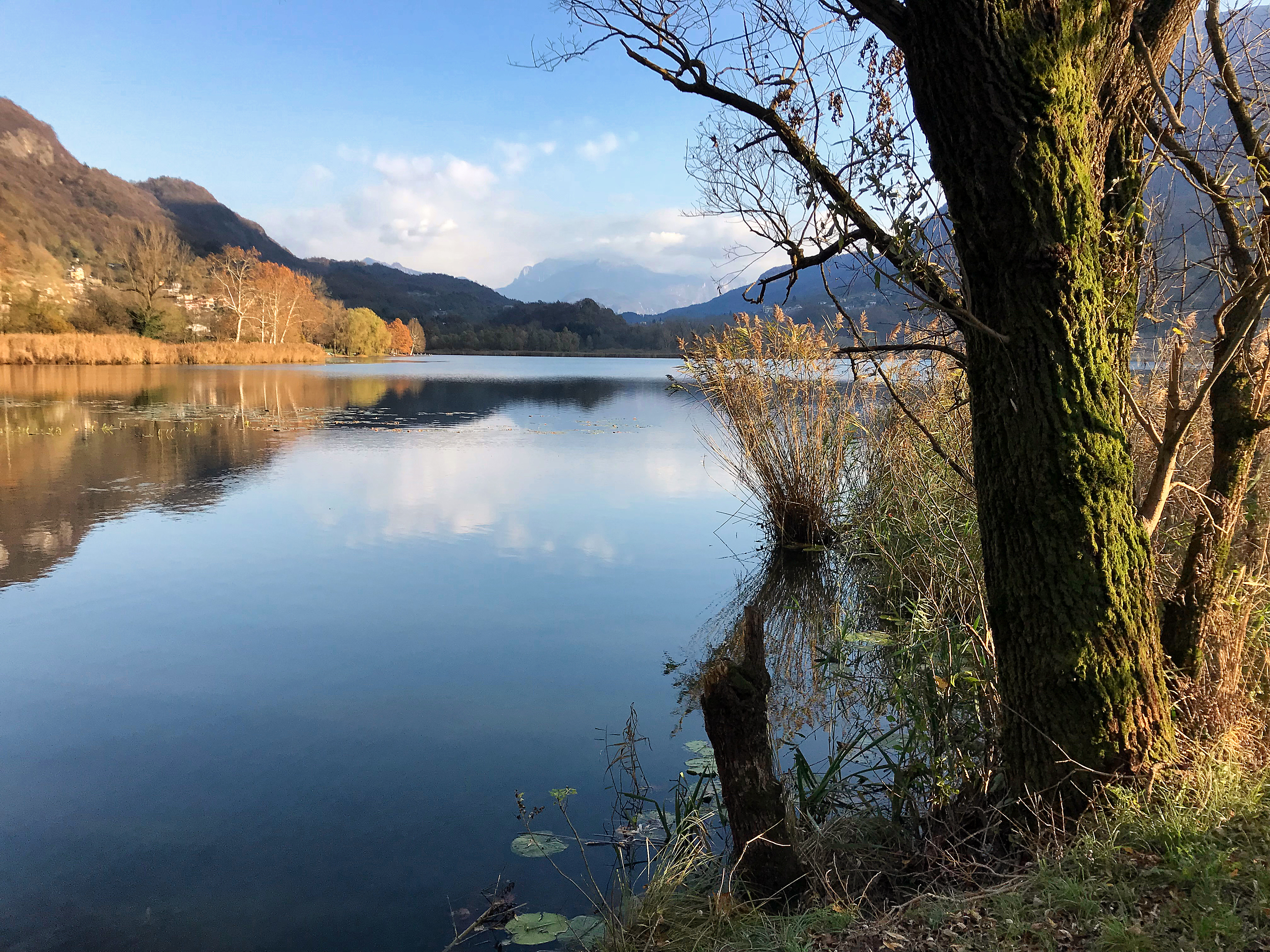
Scorcio sul lago

Con il passare del tempo, l'azione dei ghiacci comportò un'erosione dei fianchi delle montagne e un deposito di morene laterali. Con l'arretramento del ghiacciaio, quel che restò fu una tipica valle glaciale a "U" (l'odierna Val Menaggio), riempita dalle acque del Lago di Lugano nella sua parte declinante a occidente. Quando poi le lingue glaciali che occupavano la Val Cavargna e la Val Rezzo si sciolsero, le acque di disgelo depositarono a valle una grande quantità di detriti che andò a formare due ampi conoidi alluvionali. Le alluvioni dei torrenti Cuccio e Rezzo crearono quindi un'ampia zona di accumulo di argilla, sabbia e detriti minuti che, in aggiunta al materiale vegetale trascinato dalle correnti, portarono alla formazione di una palude. Fu così che, in maniera progressiva, la parte più orientale del Lago di Lugano divenne dapprima un'appendice dello stesso, per poi formare una parte completamente separata dal resto del Ceresio: il Lago di Piano.

### Idrografia
L'unico rilevante immissario è il torrente Civagno, che nasce dal monte di Tremezzo.
L'unico emissario è invece il canale Lagadone (o Agadone), costruito artificialmente attorno al 1700 con l'obiettivo di una bonifica delle vaste aree umide che a quel tempo si trovavano tra il Lago di Piano e il Ceresio in cui il canale sfocia. 

## Flora e fauna

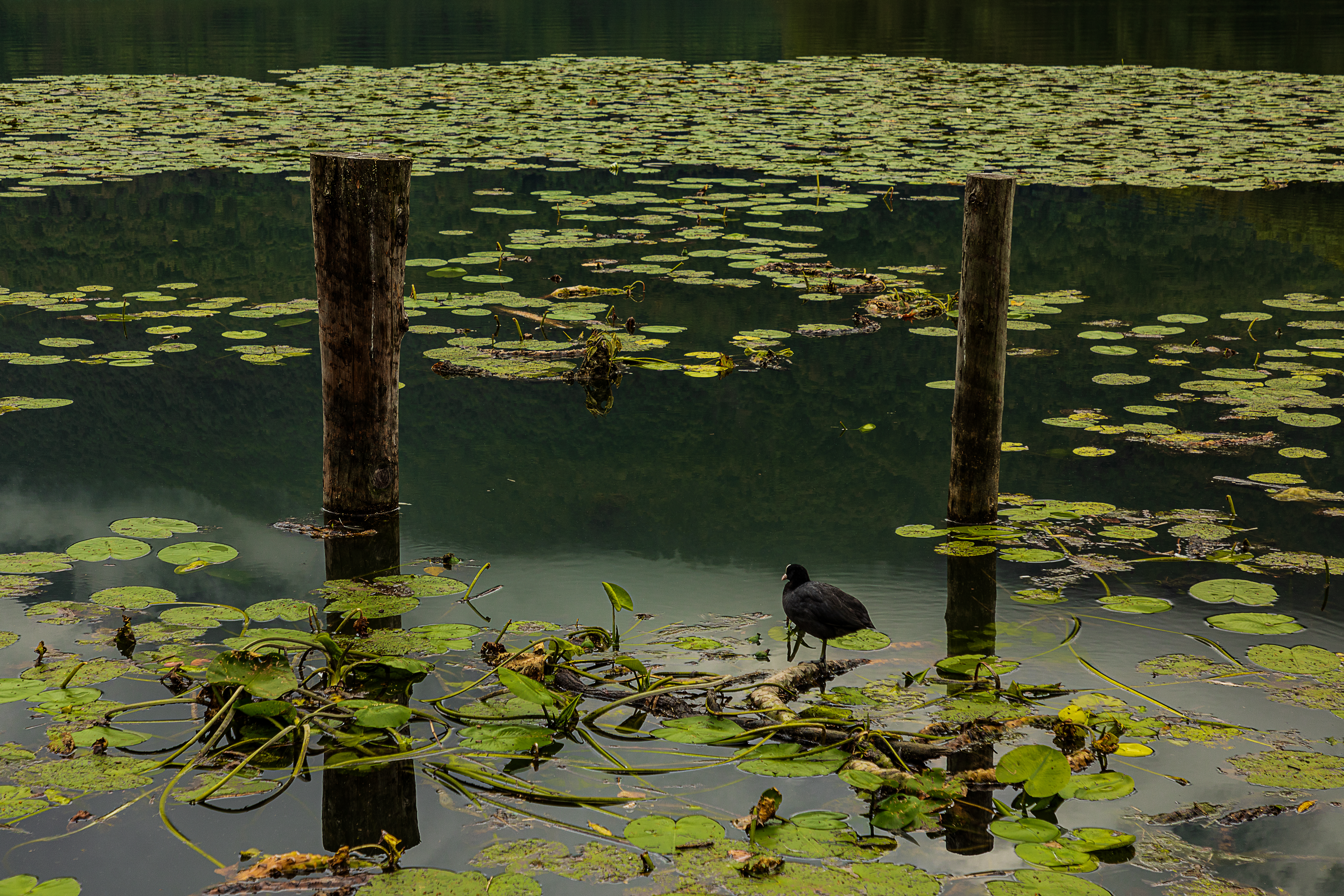
Folaga tra ninfee al Lago di Piano

Attualmente, il lago è inserito in una vasta oasi naturalistica denominata Riserva naturale Lago di Piano e riconosciuta come sito di importanza comunitaria dall'Unione europea. 

### Flora
La superficie del lago è abitata da dense colonie di Ninfea bianca, Nannufaro e Castagna d'acqua. Presso i margini del lago, il lamineto è a tratti interrotto dalla presenza di piante a canna del gruppo delle elofite: sulle sponde si possono infatti trovare cannucce di palude e tifa, mentre il cariceto include trifogli d'acqua e salici grigi. 

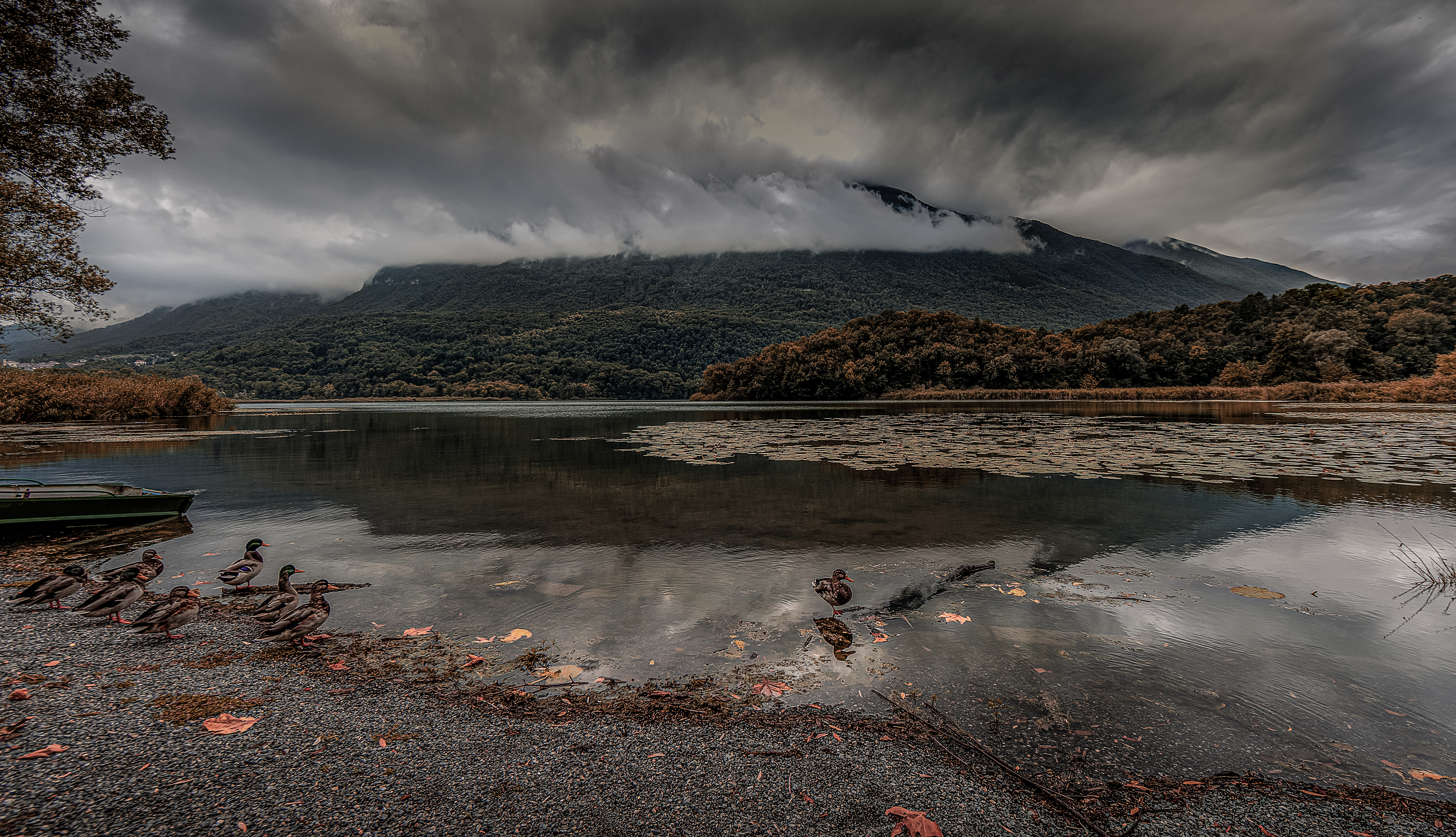
Gruppo di germani reali in riva

### Fauna
Nel complesso, il Lago di Piano è frequentato da 26 specie di mammiferi, micromammiferi e chirotteri, 17 specie di pesci, 6 di rettili e ben 141 di uccelligli animali  principali che popolano il lago di piano sono:i caprioli, le lepri, le donnole, le marmotte e tante  altre specie. 
Tra le specie presenti nell'oasi, peculiare è la presenza del gambero austropotamobius italicus. 

## Turismo

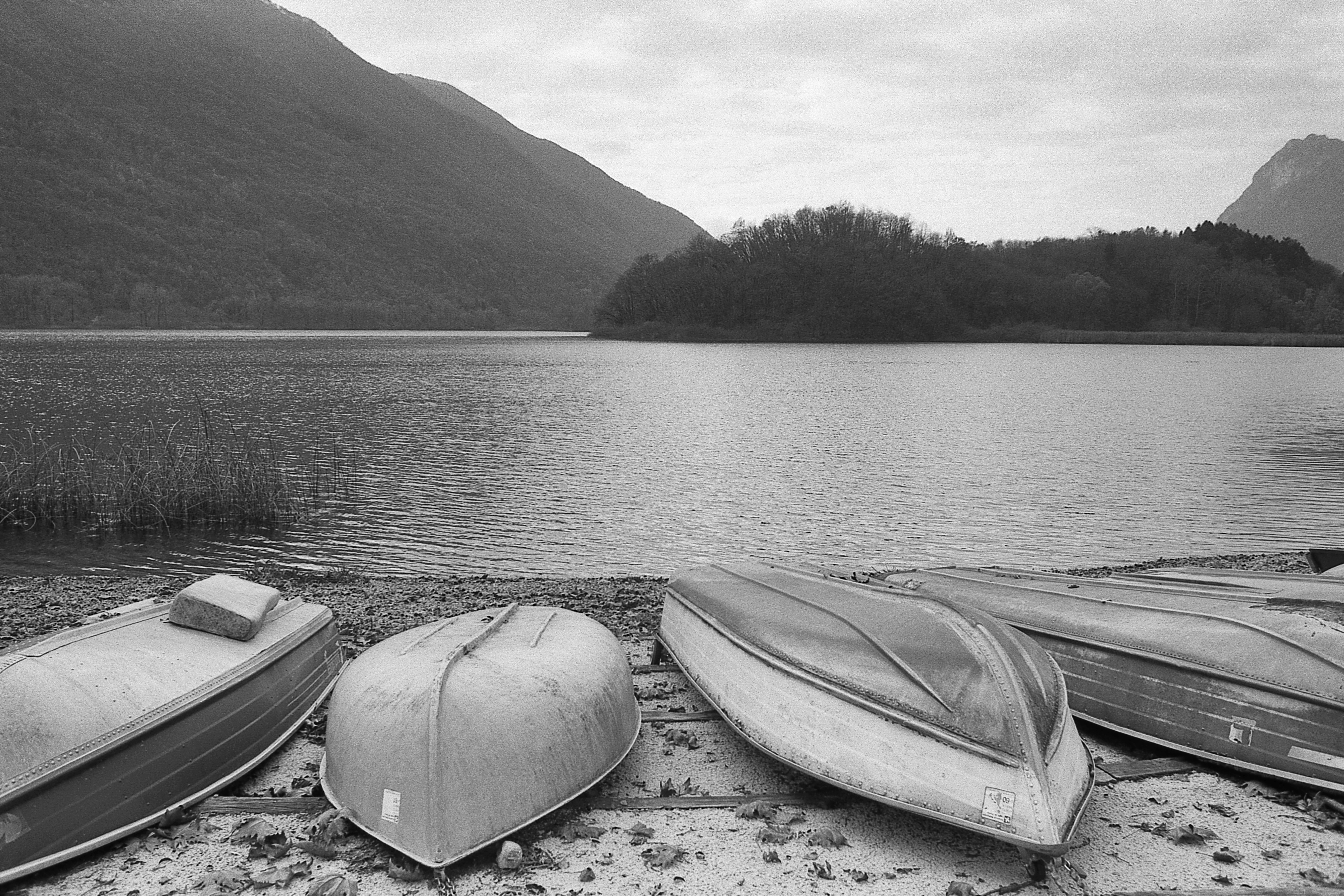
Imbarcazioni sullo sfondo di uno dei montecchi che costeggiano il lago

Sul montecchio che si inserisce nello specchio del lago è da segnalare il borgo di origine medievale Castel San Pietro, esempio di borgo circondato da mura e sorto, come molte altre località della zona, su vestigia di un antico sito di osservazione e segnalazione di epoca romana. Vi si ergeva infatti una torre di segnalazione luminosa che probabilmente era a vista con la omologa torre di Carlazzo la quale era a sua volta collegata visivamente con la torre della località Le torri, a monte in direzione di San Bartolomeo Val Cavargna.
Sulle sponde del lago sorgono numerosi campeggi che, in periodo estivo, sono frequentati da turisti principalmente olandesi e tedeschi.
Durante la stagione invernale il lago del Piano ha la caratteristica di gelare per un periodo compreso fra dicembre e i primi giorni di febbraio a causa dell'ombra proiettata dal monte Galbiga o Calbiga: la superficie ghiacciata del lago rende quindi possibile l'attività del pattinaggio che viene comunemente esercitata dagli abitanti della zona. In tempi passati, il ghiaccio del lago di Piano veniva tagliato in blocchi e utilizzato per alcune ghiacciaie, tra cui alcune localizzate a Tremezzo e a Como.